# Pierre Wissmer
Pierre Wissmer, né le 30 octobre 1915 à Genève et mort le 4 novembre 1992 à Cuers (Var, France), est un compositeur français d'origine suisse.

## Biographie
Formé au Conservatoire de Genève, il reçoit les conseils de Robert Casadesus et Roger-Ducasse, avant de perfectionner sa maîtrise du contrepoint à la Schola Cantorum de Paris auprès de Daniel-Lesur et le piano avec Jules Gentil. Il suit également les cours de direction d'orchestre de Charles Munch à l'École normale de musique de Paris-Alfred Cortot.
Son premier concerto pour piano a été créé à la radio par Jacqueline Blancard le 10 octobre 1937, sous la direction d'Henri Tomasi. En 1938, sa première symphonie est dirigée à Winterthour par Hermann Scherchen.
En 1939, Pierre Wissmer compose Le Beau Dimanche, ballet en un acte sur un arrangement de Pierre Guérin qui le met en relation avec Stravinsky, Poulenc, Sauguet, Cocteau, Bérard et Hervé Dugardin. En 1944, il est nommé professeur de composition au Conservatoire de Genève et chef du service de la musique de chambre à Radio Genève.
En 1948, il épouse la pianiste Laure-Anne Étienne, élève de Marguerite Long au Conservatoire de Paris. De 1952 à 1957, il est directeur adjoint des programmes de Radio Luxembourg puis, à partir de 1957, prend notamment en charge la direction de la Schola Cantorum, où il enseignait depuis 1949, la composition et l'orchestration. En 1958, il adopte la nationalité française. Il est directeur de l'École normale de musique du Mans (1969-1981).
En 1967, il reçoit le Grand Prix musical de la Ville de Paris.
En 1992, il meurt à Cuers, peu de temps après son épouse.

## Œuvre
Pierre Wissmer laisse une œuvre à la fois abondante et diversifiée, qui concerne aussi bien la musique instrumentale, la musique de chambre, la musique concertante et la musique pour orchestre symphonique, que la musique vocale ou chorale, le théâtre lyrique ou musical, la musique de scène, les ballets, la musique pour la radio ou la télévision ou encore la musique de film. Son esthétique qui inclut parfois la technique dodécaphonique, reste d'essence contrapuntique, et néoclassique. Sa production est attachée au groupe Jeune France avec André Jolivet. « Son Second Concerto pour piano (1947) ressemble beaucoup au Concerto pour piano en sol majeur de Ravel tant par son écriture virtuose que par sa couleur instrumentale, son lyrisme mélodique et son énergie rythmique. »
Ses œuvres sont publiées chez divers éditeurs : Éditions Billaudot, Durand, Eschig, Ricordi, Salabert et Transatlantiques. 

### Musique de chambre
- 3 Quatuors à cordes (1937, 1949, 1972)
- Sérénade pour hautbois, clarinette et basson (1938)
- Sonatine pour clarinette et piano (1941)
- Sonatine pour violon et piano (1946)
- Sonate pour piano (1949)
- Quatuor de saxophones (1956)
- Quadrige pour flûte, violon, violoncelle et piano (1961)
- Sonate pour flûte et guitare (1962)
- Quintette à vent (1964)
- Variations sur un Noël imaginaire pour orgue (également pour orchestre, 1975)
- Trio adelfiano, pour flûte, violoncelle et piano (1978)

### Orchestre
- 9 Symphonies (1938, 1951, 1955, 1962, 1969, 1977, 1983/84, 1986, 1988/89)
- 3 Concertos pour piano (1937, 1948, 1971)
- 3 Concertos pour violon (1942, 1954, 1987)
- Mouvement, pour orchestre à cordes (1937, Genève, 25 février 1938)
- Divertissement sur un choral pour 11 instruments (1938, Genève, 8 décembre 1939)
- Antoine et Cléopâtre, suite symphonique (1943, Genève, 2 octobre 1946)
- Mandrellina, ouverture (Genève, 16 avril 1952)
- Concerto pour guitare (1957)
- Concerto pour clarinette (1960)
- Concerto pour trompette (1961)
- Concerto pour hautbois (1963)
- Concerto valcrosiano (1966)
- Concertino-Croisière pour flûte, orchestre à cordes et piano (1966)
- Triptyque romand (1972)
- Dialogue pour basson (ou violoncelle) et orchestre (1974)
- Symphonietta concertante, pour flûte, harpe et orchestre (1982)

### Vocale
- Naïades pour récitant, solistes, chœur et orchestre (Genève, 21 janvier 1942)
- Hérétique et relapse, mystère en un acte (1962)
- Le Quatrième Mage, oratorio (1965, Paris, 14 octobre 1969)
- Cantique en l'ounour dou grand saintlouis, rei de franco et patroun de vaucros de cuers, pour chœur avec piano ou orgue (1971)
- Chants de Mars : 7  chœurs a cappella pour 3 voix d'enfants, sur des poésies de René de Obaldia (Paris 1951)

### Opéras et ballets
- Le Beau Dimanche, ballet (1939, Genève, 20 mars 1944)
- Marion, ou la Belle au Tricorne, opéra radiophonique (1945, Genève, Radio Suisse Romande, le 16 avril 1947)
- Capitaine Bruno, opéra-comique (Genève, 9 novembre 1956)[7]
- Léonidas, ou la Cruauté mentale, opéra-bouffe (Paris, 12 septembre 1958)
- Alerte, puits 21 !, ballet (1963, Genève, 1964)
- Un banquier sans visage, Chronique des temps qui changent, théâtre musical (Genève, Grand-Théâtre, juin 1964)[7]
- Christina et les chimères, ballet (1967, Télévision française, 7 décembre 1972)
- I Cadieni (1984, Genève, Radio Suisse Romande[7])

## Discographie
- Trio adelfiano pour flûte, violoncelle et piano/Quadrige pour flûte, violon, violoncelle et piano – Geneviève Ibanez (piano), Anne Werner-Fuchs (violon), Frédéric Werner (flûte), Jean Barthe et Alex Descharnes (violoncelles), Marcal Classics, MA 060201
- Chanson de l'Orpailler. Intégrale de l'œuvre pour et avec guitare. Avec Philippe Rayer et Michel Guzard (guitares), Quantum, QM 7016
- Askok pour guitare et flûte à bec. Avec Patric Ruby (guitare) et Robin Troman (flûte à bec), Quantum, QM 7031
- Trois silhouettes. Avec Mireille Saumal (piano). Marcal, MA 040302
- L'Œuvre concertante : Concerto pour violon no 2 ; Concerto pour trompette ; Sonatine-Croisière pour flûte et harpe – Eva Zavaro, violon ; Romain Leleu, trompette ; Christel Raynaud, flûte ; Anne Riquebourg, harpe ; Orchestre symphonique hongrois, dir. Alain Pâris (mars 2017 et janvier 2018, Claves) (OCLC 1085237389)
- Concertos et musique symphonique : Concertos pour clarinette, guitare* et piano ; Suite symphonique du ballet Alerte, puits 21 !° ; Divertimento* – Paul Meyer, clarinette ; Thibault Cauvin, guitare ; Yuri Boukoff, piano (Concerto no 3) ; Orchestre symphonique de RTL, dir. Louis de Froment, Pierre Wissmer° ; Orchestre de Douai Région Hauts-de-France, dir. Jean-Jacques Kantorow* (1965, 1976, octobre 2020, 2 CD Claves) (OCLC 1250488424)